# Ikuo Ōyama
Pour les articles homonymes, voir Oyama.
Ikuo Ōyama (大山 郁夫, Ōyama Ikuo) était un homme politique japonais.
Il est devenu la cible d'un assassinat par une clique militaire Japonaise. Il quitte donc le Japon pour les États-Unis en 1933, où il obtient un poste de professeur à la Northwestern University dans le département des sciences politiques. Ikuo Ōyama retourne au Japon à la suite de la capitulation japonaise. Ses collègues le supplièrent de ne pas accepter le Prix Lénine pour la paix, prétendant qu'il ne serait un outil des soviétiques. Certains de ses plus vieux amis l'abandonnèrent à partir du moment où il accepta.